# Amanda Tenfjord
Amánda Klára Georgiádi Tenfjord (en grec moderne : Αμάντα Κλάρα Γεωργιάδη / Amánda Klára Georgiádi), dite Amanda Tenfjord ou Amanda Georgiadi Tenfjord, née le 9 janvier 1997, est une autrice-compositrice-interprète helléno-norvégienne. Elle représente la Grèce au Concours Eurovision de la chanson 2022, à Turin en Italie.

## Jeunesse
Amánda Klára Georgiádis naît le 9 janvier 1997 d'une mère norvégienne et d'un père grec. Elle vit jusqu'à ses trois ans en Grèce, avant de s'installer dans le village norvégien de Tennfjord, dans le comté de Møre et Romsdal. Elle est scolarisée dans la même classe que la chanteuse Sigrid, qui, dit-elle, l'a inspirée à se lancer dans la musique en tant que carrière.

Amanda s'installe à Trondheim en 2015, pour suivre des études de médecine à l'Université norvégienne de sciences et de technologie (NTNU).

En 2019, elle met ses études en médecine de côté pour se consacrer à la musique. Elle reprend ses études en 2020, pendant la pandémie de Covid-19. 

## Carrière
Amanda a appris à jouer du piano à l'âge de cinq ans.

En 2015, à l'âge de 18 ans, elle participe au concours de musique régional Musikkprisen avec sa chanson Run, et sort lauréate.

Elle participe en 2016 au télé-crochet The Stream, diffusé sur TV2. Elle fait partie des 30 finalistes.

Elle est également partie en tournée avec le groupe Highasakite. Elle participe en 2019 au festival Trondheim Calling.

### Eurovision 2022
Le télédiffuseur grec ERT annonce en novembre 2021 qu'Amanda est retenue parmi les cinq artistes pressentis pour représenter la Grèce au Concours Eurovision de la chanson 2022, qui se déroulera à Turin en Italie. Il est annoncé le 15 décembre 2021 qu'elle est sélectionnée comme représentante. Sa chanson, qui sort le 10 mars 2022, s'intitule Die Together et est présentée pour la première fois dans l'émission musicale Studio 4, sur ERT.

## Discographie

### Singles
- 2014: Run
- 2016: I Need Lions
- 2017: Man of Iron
- 2018: First Impression
- 2018: No Thanks
- 2018: Let Me Think
- 2019: The Floor is Lava
- 2019: Troubled Water
- 2019: Kill the Lonely
- 2020: As If
- 2020: Pressure
- 2020: Then I Fell in Love
- 2021: Miss the Way You Missed Me
- 2022: Die Together

### EP
- 2018: First Impression
- 2021: Miss the Way You Missed Me